# قنا رخو
القنا الرخو (بالإنجليزية: Canna flaccida)‏ هو نوع نباتي من أحاديات الفلقة. هذا النوع موطنه الأراضي الرطبة في جنوب وسط وجنوب شرق الولايات المتحدة من تكساس إلى ساوث كارولينا. كما ورد أنه مجنس في الهند والفلبين والمكسيك وبنما وكوبا وجمهورية الدومينيكان وبيرو وجنوب البرازيل.
كان قنا رخو أحد الوالدين للعديد من القنَّات المهجنة في وقت مبكر والتي كانت تُعرف في الأصل باسم قنية الأوركيد المزهرة، ولكن تم تسميتها الآن بشكل صحيح باسم كاناس المجموعة الإيطالية. ينمو جيدًا كقناة مائية. وصفها في الأصل المستكشف الأمريكي المبكر، ويليام بارترام، عندما وجد هذه النباتات تتفتح بالقرب من أنهار ساحل جورجيا. تطفو البذرة أسفل الأنهار وتثبت بسهولة على الشواطئ. قدم إلى إنجلترا عام 1788.
قنا رخو هو نبات معمر ينمو حتى 1.5 متر. من الصعب الوصول إلى المنطقة 10 وهو طري في الصقيع. في خطوط العرض الشمالية تزهر من أغسطس إلى أكتوبر، وتنضج البذور في أكتوبر. الزهور خنثى.

## التصنيف
في العقود الثلاثة الأخيرة من القرن العشرين، تم تصنيف أنواع قنا من قبل اثنين من علماء التصنيف المختلفين، باول ماس من هولندا ونوبويوكي تاناكا من اليابان. في هذه الحالة، يتفق كلاهما على أن القنا الرخو هو نوع متميز، ويؤكد عمل الحمض النووي الذي قام به برينس وكريس في معهد سميثسونيان.

## وصف
قنا رخو هو نوع مائي، بأوراق ضيقة، زرقاء وخضراء (زرق)، أزهار جميلة جدًا، كبيرة، معطرة قليلاً، أزهار كناري صفراء تنمو في مجموعات على قمم السيقان الطويلة. شفة الزهرة مموجة. تظهر الأزهار في المساء وتذبل في حرارة اليوم التالي، وهي العضو الوحيد من الجنس الذي يتصرف بهذه الطريقة، وكل الآخرين يفتحون في الصباح الباكر وتكون قوية بما يكفي للبقاء على قيد الحياة ليوم واحد على الأقل. ينمو كمصنع هامشي في حوالي 15 سم من المياه الساكنة أو البطيئة الحركة.